# Cui Tiankai

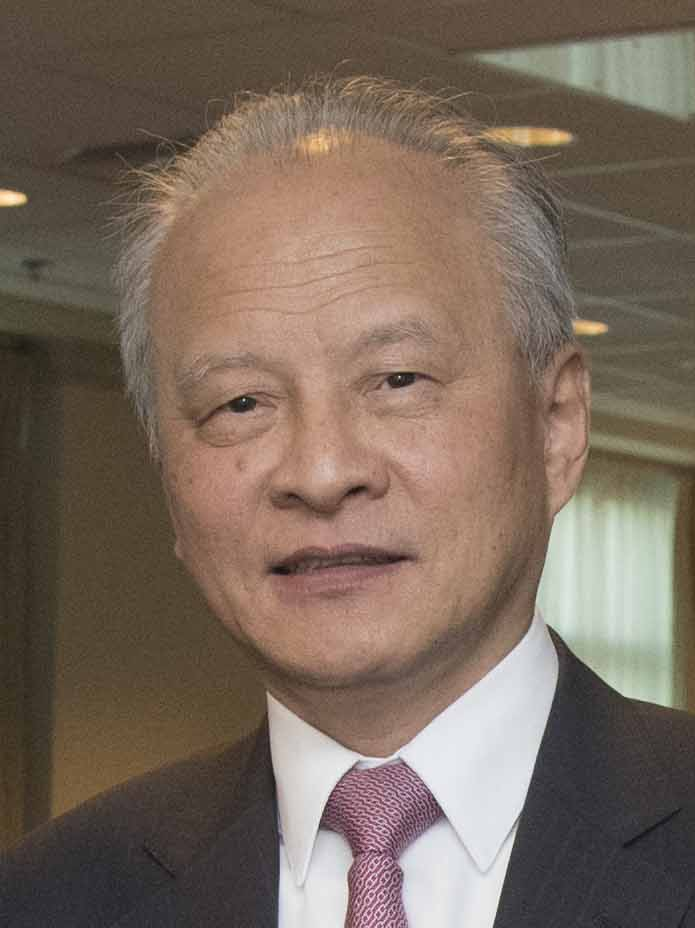
Cui Tiankai w 2018

Cui Tiankai chiń. upr. 崔天凯 (ur. w październiku 1952, Zhejiang) – chiński dyplomata, wiceminister spraw zagranicznych Chińskiej Republiki Ludowej.
Uczęszczał do East China Normal University, School of Foreign Languages w Szanghaju oraz Beijing Foreign Studies University w Pekinie.
W 1981 r. rozpoczął swoją karierę od pracy tłumacza przy ONZ w Nowym Jorku.
W 1984 został trzecim sekretarzem w Departamencie Organizacji Międzynarodowych i Konferencji chińskiego MSZ.
W 1986 przebywał na stypendium na Johns Hopkins University.
W 2006 został doradcą ministra spraw zagranicznych, a od 2007 był ambasadorem chińskim w Tokio. Pełnił tę funkcję do stycznia 2010. W latach 2010–2013 wiceminister spraw zagranicznych. Od 2013 jest ambasadorem ChRL w Stanach Zjednoczonych.